# Llista d'ecoregions de Madagascar

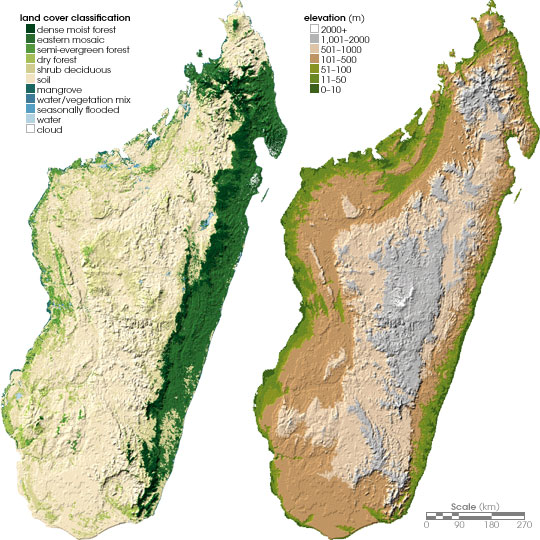
Tipus de coberta vegetal (esquerra) i topografia (dreta) de Madagascar.

Les ecoregions de Madagascar, com són definides per la World Wildlife Fund, n'inclouen set terrestres, cinc d'aigua dolça i dues ecoregions marines.
Els diversos hàbitats naturals de Madagascar palesen una rica fauna i flora amb alts nivells d'endemisme; no obstant, moltes ecoregions pateixen de pèrdua del seu particular hàbitat.

## Generalitats
Madagascar pertany al reialme Afrotropical. Juntament amb les veïnes illes de l'Oceà Índic, ha estat classificada pel botànic Armen Takhtajan amb el nom Regió Madagascana, i en fitogeografia és el fitocòrion florístic Subregne Madagascànic en el Regne Paleotropical. Madagascar presenta una topografia, clima i geologia molt contrastades. Una serralada muntanyosa en l'est que assoleix 2876 m d'alçada màxima, captura la major part de pluja transportada pels vents comercials de l'Oceà Índic. Com a conseqüència una faixa oriental està coberta per la majoria de forests humides de l'illa. La precipitació minva cap a l'oest. A la regió on hom detecta ombra pluviomètrica, en el sud-oest té un clima sub-àrid. Les temperatures són més altes en la costa occidental, amb mitjanes anuals majors de 30 °C, mentre els massissos alts tenen clima fred amb mitjanes anuals locals de 5 °C.
Les capes de la litosfera presenten principalment roques ígnies i metamòrfiques, amb quelcom de lava i quarsita en els altiplans central i oriental. La banda occidental té faixes de gresos, calcàries (com ara les formacions de tsingy), i sorra no consolidada.

## Ecoregions terrestres
Set ecoregions terrestres són definides per World Wildlife Fund en Madagascar. Oscil·len entre la molt humida Forests de les terres baixes orientals fins a la sub-àrida Matollars ericoides de Madagascar en el sud-oest.
| Ecoregió                              | Bioma | codi WWF | Mapa | Imatge |
| ------------------------------------- | --- | -------- | ---- | ------ |
| Forests de terra baixa de Madagascar  | Boscos tropicals i subtropicals de frondoses humits; específicament: forest tropical estacional (montsó) | AT0117   |      |        |
| Forests subhumides de Madagascar      | Boscos tropicals i subtropicals de frondoses humits                                                      | AT0118   |      |        |
| Forest seca caducifòlia de Madagascar | Boscs secs tropicals i subtropicals de fulla ampla                                                       | AT0202   |      |        |
| Matollar Ericoide de Madagascar       | Praderies i matollars de muntanya                                                                        | AT1011   |      |        |
| Matolls espinosos de Madagascar       | Deserts i matollars xeròfils                                                                             | AT1311   |      |        |
| Boscs suculents de Madagascar         | Deserts i matollars xeròfils                                                                             | AT1312   |      |        |
| Manglars de Madagascar                | Manglars                                                                                                 | AT1404   |      |        |